# マダガスカル島民の歌
『マダガスカル島民の歌』（マダガスカルとうみんのうた、フランス語: Chansons madécasses）、または『マダガスカル先住民の歌』は、フランスの作曲家モーリス・ラヴェル（1875年 - 1937年）が1925年から1926年にかけて作曲した、全3曲からなる歌曲集である。各曲のテクストには18世紀の詩人エヴァリスト＝デジレ・ド・パルニー（1753年 - 1814年）の詩がそれぞれ使われており、独唱者1名、フルート奏者1名（ピッコロ持ち替え）、チェロ奏者1名、ピアニスト1名の計4名によって演奏される。演奏時間は約13分。
なお、初演ではメゾソプラノのジャーヌ・バトリによって歌われているが、独唱のパート名には指定はなく「CANT（歌）」とのみ書かれている。

## 作品の特徴
1920年代、ラヴェルの作風は『ヴァイオリンとチェロのためのソナタ』（1922年完成）を転機として、和声的な魅力を捨て旋律線を重視するものに変化した。1926年に完成した『マダガスカル島民の歌』は第一次世界大戦後におけるラヴェルの作風の特色がよく現れている作品であり、ラヴェル自身が「声が中心楽器の役をはたす一種の四重奏」と述べているように、声を含む各楽器は独立的で、アルノルト・シェーンベルクの『月に憑かれたピエロ』のように対位法的に扱われている。なお、ラヴェルは『マダガスカル島民の歌』について、「全くシェーンベルク的ではない」としながらも「もしシェーンベルクが全然作曲していなかったとすれば、私はこの曲を書くことができたかどうか分からない。」と述べている。
全体に複調が支配的であり、単純さが追求された書法がとられている。各楽器の独立的な扱いや複調の多用については、同時期に作曲された『ヴァイオリン・ソナタ ト長調』（1927年完成）でさらに推し進められることになる。
また、この作品では、「愛」や「死」を題材に扱うことを避けてきたラヴェルにしては珍しく、性愛の官能や暴力に対する恐怖が表現されている。もっともラヴェル自身は「劇的な－いやそのうえ、エロティックな－新しいある要素をもたらすように思われるが、それはパルニー作の歌の主題そのものがそこに入れたものなのだ。」と述べ、それらの特徴がパルニーの原詩に起因するものだとしている。
ラヴェルはこの曲の出来については、これも彼にしては珍しく満足しており、自分の最高傑作の一つであると考えていた。ラヴェルの晩年の親友であったヴァイオリニスト、エレーヌ・ジュルダン＝モランジュも次のように評価している。

## パルニーの詩集『マダガスカル島民の歌』

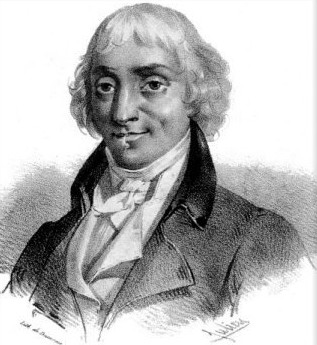
パルニーの肖像画

エヴァリスト＝デジレ・ド・パルニーは、インド洋のブルボン島（現在のレユニオン島。マダガスカル島の東に位置する。）に生まれたクレオール であり、晩年にはアカデミー・フランセーズ会員となった詩人である。詩集『マダガスカル島民の歌』は、パルニーがインドに住んでいた1787年の作品で、序文と12の詩から成っている。序文ではマダガスカル島の風土や人々の暮らしなどを紹介した後、「私は彼ら（注：マダガスカル島の人々）の習慣やしきたりについての情報を与えてくれるようないくつかの歌を収集し、翻訳した。」と書いているが、パルニーは実際にマダガスカル島を訪れたことがなく、またマダガスカル語も解さなかったため、詩は翻訳ではなく全てパルニーの創作であると考えられている。
ラヴェルはこの詩集から、「シャンソン12」、「シャンソン5」、「シャンソン8」の3篇を選び曲付けした。なお、ラヴェルは、ピアニストのリカルド・ビニェスを通じて学生時代からこの詩集の存在を知っていたとされる。

## 構成と歌の概要
『マダガスカル島民の歌』は一人称の視点から歌われるが、その立場は曲ごとに異なっており、連続するストーリーは存在していない。音楽学者のロジャー・ニコルスは、第1曲と第3曲の語り手は「明らかに男性」であり、第2曲についても男性の方がよりふさわしいと思われるにもかかわらず、ラヴェルが初演時に女性の独唱者を選んだことに疑問を呈している。この点について Anna M. Sutheim は、ラヴェルが一種の音楽の騙し絵として書いたか、または同性愛のエロチシズムを取り入れたのではないかと推測している。

### 第1曲
物憂げなチェロのソロに始まり、独唱が「ナアンドーヴ、おお美しいナアンドーヴよ！」と歌い出す（譜例、上段がチェロ、下段が独唱）。「ナアンドーヴ（Nahandove）」は少女の名であり、曲中で何度も繰り返される。
熱帯の夜、歌い手である「私」は月明かりの下、恋人のナアンドーヴが来るのを待ち焦がれている。やがてナアンドーヴが現れるが、この部分でラヴェルは原詩の「c'est elle（彼女だ）」を3回繰り返すように変更を加え、ナアンドーヴの到着を効果的に強調している（下の譜例）。恋人たちは愛を交わし快楽に身を委ねるが、やがて朝となりひとときの別れを惜しむ。ラヴェルの音楽は官能的で、生ぬるい気だるさを醸しだしている。

### 第2曲
「アウァ！アウァ！白人を用心しろ……」という不協和音を伴った ff の雄叫びで開始される。「アウァ！」という叫び声はパルニーの原詩にはなく、ラヴェルが創作し付け加えたものである。「かつて白人が島にやってきたとき、彼らは人々を騙し蹂躙したが、我々の先祖は奴らを打ち負かし追い払った。白人を用心しろ！」というメッセージが、強烈な緊張感をもって歌われる。この曲ではピアノが銅鑼や原始的な太鼓の音を想起させ、中間部では「Quasi tromba（トランペットのように）」と指定されたフルートがラッパの合図を模倣する。譜例は1段目がフルート、2～3段目がピアノであり、二つの楽器は異なる調性で書かれている。また、ピアノの重音は左手、右手とも長7度で鋭くぶつかり合っている。

### 第3曲
フルートのソロに導かれ、「暑い日に茂った木の下で横になるのは快い……」と歌い出される。官能的で気だるい雰囲気は第1曲と共通しており、途中には第1曲の動機も現れる。この曲では、フルートがマダガスカルの笛の音を、チェロのハーモニクスでのピツィカートがダラブッカのような太鼓の音を想起させる。
パルニーによる詩集の序文には「男たちは何もしないでのらくらと過ごし、女たちが働く。」という一節があるが、この詩の主人公は、女たちを侍らせながら木陰でくつろいでおり、あれこれと気の向くままに指図し、夕方の風が吹き月が上ると食事の準備を命ずる。最後の命令文「行って食事の支度をしろ（Allez, et préparez le repas.）」は無伴奏で歌われ、曲を締めくくる（譜例）。

## 作曲の経過
1925年の春、ラヴェルはアメリカ合衆国の著名なパトロンである「クーリッジ夫人」ことエリザベス・スプレーグ・クーリッジから、「可能であるならば、フルート、チェロ、ピアノ伴奏による歌曲を作曲してほしい」と電報で依頼された。クーリッジ夫人が依頼の際に「可能であるならば」という一言を付けたことは、「他人が決めたルールや制約に従って作曲する」ことに喜びを感じるラヴェルの心に火をつける、実に賢明なやり方であった。ラヴェルはこの風変わりな編成による歌曲の作曲を引き受け、作曲家に一任されたテクストについては、パルニーによる詩集『マダガスカル島民の歌』を選んだ。

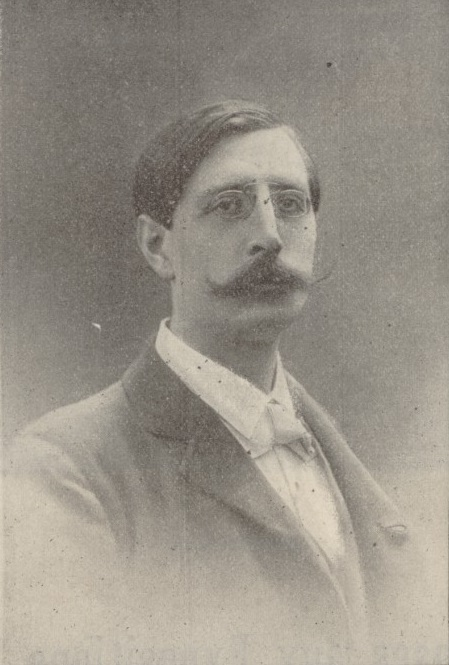
レオン・モロー

まずはピアノ伴奏版による第2曲「アウァ！アウァ！白人を用心しろ……」が出来上がり、ラヴェルは5月27日にロンドンでクーリッジ夫人に会い、メゾソプラノ歌手ジャーヌ・バトリによる演奏を披露している。同年10月にはホテル・マジェスティックで開かれたクーリッジ夫人が後援するコンサートにおいて、第2曲（ピアノ伴奏版）のフランス初演がバトリの歌とラヴェルのピアノにより行われたが、ここでトラブルが起こった。アフリカのモロッコをスペインと分割して支配していたフランスは、スペイン領モロッコで起こっていた民族反乱（第3次リーフ戦争）がフランス領モロッコに波及することを防ぐため、この年の9月に12万人の兵士をモロッコに送っていた。このため、聴衆の一部は「白人を打ち負かした」という歌詞が政府の植民地政策に反対するものだと受け止め、アンコールでこの曲が演奏されようとしたとき、作曲家レオン・モローは怒って立ち上がり「フランスの兵士がモロッコで戦っているときにこのような歌は聴きたくない」と抗議し、さらに後日、公式な抗議文をラヴェルに送りつけてラヴェルを困惑させた。
『マダガスカル島民の歌』の作曲は、オペラ『子供と魔法』の校正作業などのため中断されており、12月19日付けの手紙で、ラヴェルはクーリッジ夫人に完成が遅れることを詫びている。なお、この段階ではパルニーの2つの詩だけを取り上げるつもりでいた。1926年に入ると、ラヴェルは1月から2月にかけて北欧への長期の演奏旅行を行い、帰国後に『マダガスカル島民の歌』の作曲を再開。4月に作品が完成しクーリッジ夫人に献呈された。
楽譜は、同年にパリのデュラン社から出版された。この楽譜には、リュック＝アルベール・モローが特別に制作した単色の3枚の木版画が掲載されている。

## 初演
全曲の初演は、1926年5月8日、ローマのアメリカン・アカデミーにおける演奏会で行われた。独唱はジャーヌ・バトリ、フルートはルイ・フルーリー、チェロはハンス・キンドラー、ピアノはアルフレード・カゼッラが担当した。続いて5月16日にはブリュッセルでベルギー初演が行われ、ローマでの初演に立ち会えなかったラヴェルもここでは演奏を聴くことができた。その後6月13日にはパリのサル・エラールにおいてフランス初演が行われたが、直前の6月10日にフルート奏者のルイ・フルーリーが急死してしまったため、ユルバン・ボドゥワン（Urbain Bauduin）が代役を務めた。
フランス初演は聴衆と批評家の双方から称賛された。音楽学者アンリ・プリュニエールは、「真の傑作」と絶賛し、次のようにコメントした。
この曲は初演の後、あまり演奏の機会に恵まれなかったが、1932年にはソプラノ歌手マドレーヌ・グレイの歌、ラヴェルの監修によりレコーディングされている。グレイは1920年に管弦楽版の『2つのヘブライの歌』の初演で歌っており、かねてからラヴェルは「力強く明るい美声の持ち主」として彼女を高く評価していた。『マダガスカル島民の歌』についても彼女の歌唱を気に入り、同局の「完璧な演奏家」と認めている。